# Chaetopelma altugkadirorum
Chaetopelma altugkadirorum — малый вид пауков из семейства пауков-птицеедов (Theraphosidae) из подсемейства Ischnocolinae. Распространён в районе Яйладагы в провинции Хатай (Турция) и Сирия.